# Ruta Nacional 13 (Colombia)
La Ruta Nacional 13 es una carretera colombiana que recorre los departamentos de Nariño y Chocó. En Nariño Inicia en Junin y finaliza en el Municipio de 
Barbacoas y en el Choco inicia en Las Ánimas, cabecera municipal de Unión Panamericana y finaliza en la ciudad de Quibdó. Tiene una longitud de 114 km.
Es una carretera de tipo troncal, siendo su trazado sur-norte.

## Historia

### Antecedentes
La Ruta fue establecida en la Resolución 3700 de 1995 teniendo como punto de inicio el sitio de Junín (municipio de Barbacoas), departamento de Nariño y como punto final la ciudad de Quibdó en el departamento del Chocó. Dicho trazado Inicial pretendía elaborar una troncal alterna a la Ruta Nacional 05 que conectara los municipios de las estribaciones de la Cordillera Occidental con el resto del país atravesando los departamentos de Nariño, Cauca, Valle del Cauca y Chocó. Sin embargo, la Resolución 339 de 1999 redefinió la ruta dejando sólo el sector Nóvita - Las Animas - Quibdó y el sector entre Junín - Barbacoas. El Sector Barbacoas - Nóvita no ha sido construido ni hay proyectos a mediano plazo para su construcción. Únicamente se tiene contemplada la construcción entre Barbacoas y Magui Payán

## Descripción de la Ruta
La Ruta posee una longitud total de 114,00 km, divididos de la siguiente manera:

### Ruta actual
| Administración | Administración | Administración |
| -------------- | -------------- | -------------- |
| INVIAS         | 24.00 km       | 100%           |
| ANI            | 0.00 km        | 0%             |
| Tramos         |                |                |
| Principales    | 1              | 1              |
| Alternos       | 0              | 0              |
| Pasos          | 0              | 0              |
| Variantes      | 0              | 0              |
| Ramales        | 0              | 0              |
| Subramales     | 0              | 0              |

| Código | Tipo  | Recorrido                                   | Clasificación SINC           | PR Inicial | PR Final | Longitud km. |  |
| ------ | ----- | ------------------------------------------- | ---------------------------- | ---------- | -------- | ------------ |  |
| 1301   | Tramo | Junín (Cruce 1001 ); Buenavista; Barbacoas. | Vía Junín Barbacoas          | 0+0000     | 57+0000  | 57,00        |  |
| 1307   | Tramo | Las Animas - Quibdó                         | Transversal Tribuga - Arauca | 43+0000    | 100+0000 | 57,00        |  |

### Ruta eliminada o anterior
Las siguientes porciones de ruta fueron incluidas en la Resolución 3700 de 1995, sin embargo fueron eliminadas ya sea por su cesión a los gobiernos departamentales, municipales, o por la no existencia de la vía.
| Código | Tipo  | Recorrido             | Situación Actual |
| ------ | ----- | --------------------- | --- |
| 1301   | Tramo | Nóvita - Quibdó       | - 1307 Carretera Secundaria Departamental (Nóvita - Las Animas) - 1307 Tramo de la Ruta Nacional 13 (Las Animas - Quibdó) |
| 13CH01 | Ramal | Istmina - Pie de Pepe | - 13CH01 Carretera Secundaria Departamental                                                                               |
| 13CH02 | Ramal | Ramal a Guayabal      | - 13CH02 Carretera Secundaria Departamental                                                                               |

## Municipios

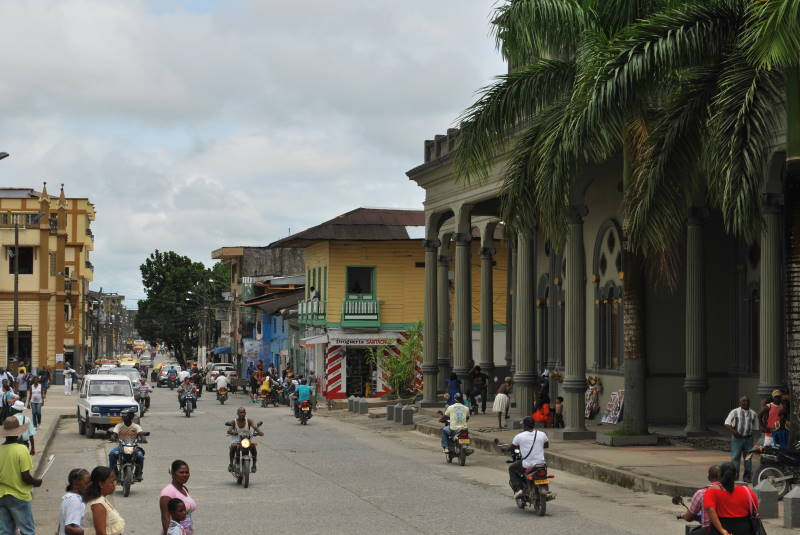
Quibdó.

Las ciudades y municipios por los que recorre la ruta son los siguientes:
| Leyenda | recorrido actual recorrido anterior Río Lugar Cabecera municipal | recorrido actual recorrido anterior Río Lugar Cabecera municipal                | recorrido actual recorrido anterior Río Lugar Cabecera municipal |
| Tramo   | Municipio                                                        | Recorrido                                                                       | Departamento                                                     |
| 1301    | Barbacoas                                                        | Junín (Cruce 1001 ); Buenavista; Barbacoas.                                     | Nariño                                                           |
| 1307    | Nóvita                                                           | Nóvita; Río San Juan; San Lorenzo.                                              | Chocó                                                            |
| 1307    | Condoto                                                          | Opogodo; Condoto; Río Condoto.                                                  | Chocó                                                            |
| 1307    | Río Iró                                                          | Río Iró                                                                         | Chocó                                                            |
| 1307    | Itsmina                                                          | Río San Juan; Itsmina;                                                          | Chocó                                                            |
| 1307    | Unión Panamericana                                               | San Pablo Adentro; Las Ánimas (Cruce 5002 );                                    | Chocó                                                            |
| 1307    | Unión Panamericana                                               | Las Ánimas (Cruce 5002 ); La Ye de Ánimas (Cruce 5001 )                         | Chocó                                                            |
| 1307    | Cértegui                                                         | Cértegui (Acceso).                                                              | Chocó                                                            |
| 1307    | Atrato                                                           | La Toma; Paimadó; Río Ranchería; Lloró (Acceso); Río Atrato; Yutó; Río Tanando. | Chocó                                                            |
| 1307    | Quibdó                                                           | Río Purre; Quidbó.                                                              | Chocó                                                            |

## Gestión de la ruta

### Concesiones y proyectos
Actualmente la ruta no posee concesiones ni proyectos, por lo tanto es administrada por el INVIAS.

## Geografía

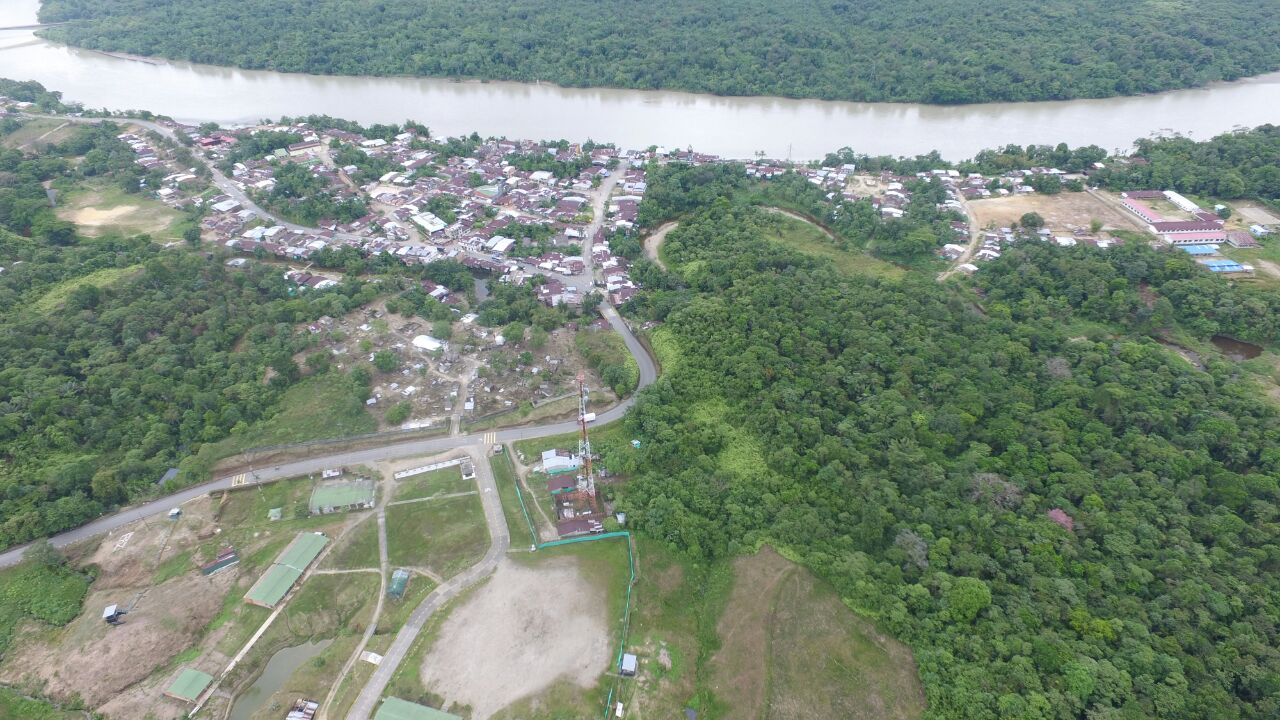
Vista del Río Atrato en Yutó.

La ruta recorre el centro del departamento del Chocó, a través de la llanura del pacífico chocoana; la altura máxima es de 100 m s.n.m. en Las Ánimas, y la mínima de 30 m s.n.m. en Cabi, Quibdó.

### Clima
El clima de la ruta es homogéneo en toda su extensión, pues no hay grandes cambios de altitud, presentando los siguientes patrones:
| Parámetro       | Máximo                    | Mínimo                    |
| --------------- | ------------------------- | ------------------------- |
| Temperatura     | 26-28 °C Toda la ruta     | 26-28 °C Toda la ruta     |
| Precipitaciones | 7000-9000 mm Toda la ruta | 7000-9000 mm Toda la ruta |

### Hidrografía
La ruta atraviesa varios ríos menores y quebradas, entre los que se destaca el Río Atrato.